# SKK Banja Luka
SKK Banjalučka Pivara ist ein bosnischer Basketballverein in Banja Luka und spielte zuletzt in der ersten bosnischen Liga.

## Geschichte
Der Verein ist der älteste in der Republika Srpska in Bosnien und Herzegowina und wurde 1947 als KK Borac gegründet.
Heute nennt er sich SKK Banjalučka Pivara, zu dem auch der KK Nektar gehört. Unter diesem Namen spielen die ganzen Jugendkategorien des Vereins. Der A-Verein trug auch eine Zeitlang den Namen KK Borac Nektar.
In der Saison 2002/03 sowie 2003/04 spielte der Verein in der ABA-Liga.

## Erfolge
- Meister BiH Liga

1999/2000
- Meister Republika Srpska BiH

1993/94, 1994/95, 1995/96, 1996/97, 1997/98, 1998/99, 2001/02
- Pokalsieger Republika Srpska BiH

1993/94, 1994/95, 1995/96, 1996/97, 1997/98, 1998/99, 2001/02